# موظف الشهر العقاري
موظف الشهر العقاري أو موظف التسجيل العقاري هو موظف حكومي يعمل في تسجيل وثائق الأملاك وما يتبعها من حجج وسندات ورهونات في سجلات الأملاك، ويقيد موظفالشهر العقاري في سجل واحد مستندات ملك العقار، ويمكن الرجوع إليه من قبل الطرفين الذين هم في سبيل بيع وشراء العقار، للتأكد من سلامة الملكية، ومعرفة عما إذا كان محجوزا على العقار من قبل طرف ثالث أو أن الملك لا زال مرهونا من قبل أحد المصارف، حتي تمام تسجيل ثمنه.

## في الولايات المتحدة
في الولايات المتحدة الأمريكية يكون القائم بأعمال الشهر العقاري موظفا منتخبا على مستوى المحافظة ويسمى «مسجل المحافظة» county recorder. وفي بعض الولايات يقوم موظف المحافظة county clerk (أو موظف المحكمة) بالمحافظة بمسؤولية تسجيل العقارات وما يتبعها من قروض طبقا لتاريخ تواردها، ويسمى أيضا «موظف تسجيلات» clerk-recorder.

## في مصر
في مصر مهام موظف الشهر العقاري تنقسم إلى قسمين الشهر العقاري لتسجيل ملكية العقارات ورهاناتها والقسم الثاني لتسجيل الوثائق مثل زواج المصريين من الأجانب والعكس وكانت تقوم بتسجيل وثائق مصلحة الأحوال المدنية قبل انشائها عام 1961 مثل شهادات الميلاد والوفاة والزواج والطلاق والقيد العائلى ولها فروع بجميع المحافظات داخل المحاكم وفروع أخرى خارجها.